# Karl Marx

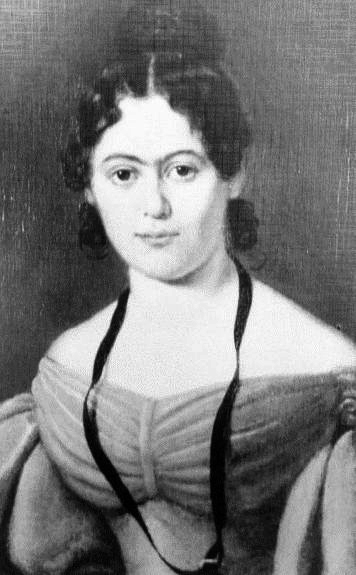
Jenny von Westphalen

Karl Heinrich Marx (Trier, 5 mei 1818 – Londen, 14 maart 1883) was een Duits denker die de (politieke) filosofie, de economie, de sociologie, de journalistiek en de historiografie sterk heeft beïnvloed. Hij was een grondlegger van de arbeidersbeweging en een centraal figuur in de geschiedenis van het socialisme en het communisme. Marx woonde en werkte in Duitsland, in Frankrijk, in België, en Engeland. Zijn bewogen leven deelde hij met zijn vrouw Jenny von Westphalen en met zijn vriend Friedrich Engels, die hem zijn hele leven steunde – ook financieel – en die na Marx' dood zijn werken persklaar maakte.
Als Marx' belangrijkste werk wordt meestal Das Kapital (of in het Nederlands: Het Kapitaal) beschouwd. Daarnaast is zijn Communistisch Manifest (met Friedrich Engels) wereldberoemd.
Op het werk en de denkbeelden van Karl Marx (en Friedrich Engels) is het marxisme gebaseerd.

## Biografie
Karl Marx werd geboren op 5 mei 1818 in Trier als zoon van de advocaat Heinrich Marx (1782 - 1838) en Henriëtte Presburg. Henriëtte Presburg was geboren en getogen in Nijmegen.
Marx' ouders waren oorspronkelijk joods en stamden beiden uit rabbijngeslachten. Heinrich Marx heette voorheen Hirschel Mardochai, maar bekeerde zich tot het protestantisme en veranderde zijn naam. De bekering was voor vader Marx geen grote stap; hij was liberaal, beïnvloed door de Franse Revolutie, geen belijdend jood en achteraf waarschijnlijk ook geen belijdend christen.
Zijn geboortehuis is sinds 5 mei 1968 als museum ingericht: het Karl Marx-huis herbergt een permanente tentoonstelling, gewijd aan het leven en werk van Karl Marx.
Karl groeide op in een gezin dat een zekere welstand genoot, maar niet rijk was. Karl voltooide het gymnasium in Trier in 1835. Het voor zijn examen geschreven opstel "Beschouwing van een jongeling over de keuze van een beroep" is bewaard gebleven. 
Trier gold als de meest kosmopolitische streek van Duitsland, omdat het tot 1814 bij het Eerste Franse Keizerrijk had gehoord. In de streek heerste een economische terugval, door de slechte prestaties van de lokale wijngaarden. Een vierde van de bevolking leefde van de armensteun, en socialistische theorieën als die van Saint-Simon en Fourier vonden aanhang.

### Marx in Nederland
Dat Marx ten minste een keer daadwerkelijk in Nijmegen was, blijkt uit een brief van zijn ouders uit 1836. Hij was toen 17 jaar en studeerde rechten in Bonn.
Via zijn tante Sophie Presburg, de zus van zijn moeder Henriëtte Presburg was hij verwant aan de familie Philips. Sophie was getrouwd met Lion Philips. Marx verbleef regelmatig bij de Philipsen gedurende zijn verblijf in Nijmegen en later in Zaltbommel, en schreef hen brieven. 
In 1865 en 1875 logeerde Marx in Maastricht bij zijn zuster Sophia (1816-1886), de weduwe van de in Vaals geboren jurist Willem Robert Schmalhausen (1817-1862).

### Studententijd
In oktober 1835 ging Marx rechten studeren aan de universiteit van Bonn. Daar kwam van studeren niet veel terecht omdat hij meer tijd besteedde aan het studentenleven als lid van Corps Palatia Bonn. Na een jaar besloot Karls vader dat het beter voor hem was, in Berlijn te gaan studeren, aan de universiteit van Berlijn, die wat beter aangeschreven stond dan die van Bonn. Ondertussen verloofde Karl zich (aanvankelijk in het geheim) met Jenny von Westphalen. In Berlijn kreeg de jonge Marx meer belangstelling voor intellectuele zaken, en stapte hij over van rechten naar filosofie. Hij verdiepte zich in de ideeën van Immanuel Kant en Johann Gottlieb Fichte, maar raakte vooral zeer sterk onder de invloed van Georg Hegel. Hegel zelf was in 1831 overleden, maar zijn filosofie beheerste de universiteit na zijn dood nog sterker dan bij zijn leven. Er tekenden zich onder zijn leerlingen verschillende stromingen af. Sommige waren zeer conservatief (de hegeliaanse filosofie gold in die tijd nog als de Pruisische staatsfilosofie), maar er waren ook linkse leerlingen. Aan deze laatste, die wel de jong-Hegelianen genoemd worden, voelde Marx zich verwant: Bruno Bauer, Arnold Ruge. Zij waren vooral kritisch wat betreft de religie.
Marx besloot om niet in Berlijn op zijn proefschrift te promoveren, omdat het slecht ontvangen zou worden, vanwege zijn negatieve reputatie als jong-hegeliaan. Hierom ging Marx naar de Universiteit van Jena en promoveerde daar in 1841 op "Het verschil tussen de natuurfilosofie van Democritus en Epicurus". Na het beëindigen van zijn studie verhuisde Marx naar Bonn. Hij hoopte hier op een aanstelling als universitair docent. Dat lukte hem in het conservatieve Bonn echter niet. Marx werd toen journalist.

### 1842 - 1843: Keulen, deRheinische Zeitung
De Rheinische Zeitung (Rijnlandse Courant) was een radicaaldemocratische krant die vanaf 1 januari 1842 in Keulen werd uitgegeven. Mozes Hess vroeg Marx medewerker te worden van het blad waar ook Bruno Bauer voor werkte. In oktober 1842 werd Marx hoofdredacteur. De krant ontwikkelde zich tot spreekbuis voor jonge kooplieden, bankiers en industriëlen. Marx verhuisde naar Keulen. De krant werd steeds radicaler en de oplage steeg aanzienlijk, maar de censuur werd ook steeds strenger. In 1843 werd de krant verboden. Marx gaf zijn redacteurschap op maar dat kon de krant niet meer redden en in maart 1843 werd zij opgeheven. Marx publiceerde onder andere over de persvrijheid en over de armoede van de wijnboeren in de Moezelstreek.
Een reportage over houtdiefstal tilde Marx' sociaal-economisch en historisch bewustzijn op een hoger plan: de Pruisische overheid besloot op te treden tegen het sprokkelen van hout in de bossen, waar het vrije sprokkelen eerder als gewoonterecht van de armen gold; Marx analyseerde dit als het optreden van de staat voor het belang van private eigenaren en tegen het belang van de armen.
19 juni 1843 trouwden Jenny von Westphalen en Karl Marx, nadat ze elkaar al vanaf hun jeugd hadden gekend en zeven jaar verloofd waren geweest. Het huwelijk vond plaats in Kreuznach, waar ze enkele maanden bleven wonen.
Inmiddels had Marx kennisgemaakt met het werk van Ludwig Feuerbach. Vooral diens in 1841 verschenen Het wezen van het christendom droeg belangrijk bij aan de ontwikkeling van het materialistische gezichtspunt bij Marx.

### 1843 - 1844: Parijs, deDeutsch-Französische Jahrbücher
Marx werd gevraagd als redacteur van de Deutsch-Französische Jahrbücher (Duits-Franse Jaarboeken). Daartoe diende hij te verhuizen naar Parijs. In de herfst van 1843 arriveerden Jenny von Westphalen en Karl Marx in Parijs.
Van de Jaarboeken zal slechts één (dubbel-)nummer verschijnen, in februari 1844. In dat nummer treffen we twee artikelen van de hand van Marx aan:
- Karl Marx – Kritiek op Hegels rechtsfilosofie. Inleiding
- Karl Marx – Over godsdienst, staat en het Joodse vraagstuk (Zur Judenfrage)

Het tweede artikel is een polemische reactie op Bruno Bauer, die had gesteld dat emancipatie van de Duitse Joden pas zou kunnen plaatsvinden als zij hun religie zouden afwerpen. Marx' reactie is omstreden vanwege het gebruik van antisemitische stereotypen (herhaald in latere werken en brieven, maar nooit zo uitgebreid als hier). Op de vraag of Marx zich een antisemiet betoont, wordt verschillend geantwoord. Haegens, bijvoorbeeld, meent van wel en vindt in dit geschrift een voorbeeld van blindheid op links voor een antisemitisch element in eigen gelederen. Daar staat tegenover dat delen van Over godsdienst, inclusief de gelijkstelling van jodendom aan geldzucht, zijn overgenomen uit een stuk van de zionist Moses Hess. McLellan concludeert onder andere hieruit dat Marx een woordspeling uithaalt op Judentum (jodendom, maar ook handel) en Bauers anti-Joodse stellingen ombuigt tot een aanval op het kapitalisme waarmee de Joden geassocieerd werden.
Verder verschenen in het enige nummer van de Duits-Franse Jaarboeken twee artikelen van Friedrich Engels:
- Friedrich Engels – Schets van een Kritiek der Politieke Economie (Umrisse zu einer Kritik der Nationalökonomie)
- Friedrich Engels – Bespreking van Thomas Carlyles Verleden en heden

Ten slotte bevat het Jaarboek nog een aantal brieven van Marx.
De levenslange samenwerking tussen Karl Marx en Friedrich Engels heeft in dit Jaarboek voor het eerst vorm gekregen. Ze hadden elkaar in 1842 al ontmoet, maar die kennismaking bleef oppervlakkig. De "Schets" heeft mede Marx' belangstelling voor de klassieke politieke economie aangewakkerd. Marx werkte tussen april en augustus 1844 aan zijn Parijse manuscripten (ook wel Economische en filosofische manuscripten), die een voorwerk vormden voor zijn latere economische werk. Deze werden pas postuum gepubliceerd in 1932.
Tijdens zijn verblijf in Parijs maakte Marx voor het eerst uitgebreid kennis met de Franse socialisten. Théodore Dezamy maakte hem bekend met hun werken en bekeerde hem in een paar maanden tijd tot het communisme.
De activiteiten en publicaties van Marx bleven niet onopgemerkt. Na een positief artikel over een (mislukte) aanslag op Frederik Willem IV, diende Pruisen een aanklacht tegen Marx in wegens majesteitsschennis en hoogverraad en vroeg de Franse regering hem uit te wijzen.

### 1845 - 1847: Brussel, hetCommunistisch Manifest
Begin 1845 verhuisde Karl Marx naar Brussel, nadat hij afstand had gedaan van zijn Pruisisch staatsburgerschap. Hij schreef een afscheidsbrief aan Heinrich Heine, met wie hij in Parijs vriendschap had gesloten. Hij verbleef er op vijf verschillende adressen, waaronder het pension Le Bois Sauvage op het Sint-Goedeleplein. Via een (Duitse) huisarts kwam Marx in contact met de jurist Gustav Mayntz, die zijn aanvraag tot verblijfsvergunning formuleerde. Hij moest hiervoor echter instemmen om in België niet te publiceren over actuele politiek. Tevens kwam hij er in contact met een kring van ca. drie- tot vierduizend Duitsers (in ballingschap) die toen in de stad verbleven waaronder een groep dynamische (precisie)arbeiders met wie hij de 'ontwikkelingsclub' de Deutscher Bildungsverein für Arbeiter oprichtte. Deze groep kwam tweemaal per week samen, eenmaal om te discussiëren, studeren en de kranten door te nemen en eenmaal om zich te amuseren. Ook was hij betrokken als ondervoorzitter bij de Association Démocratique, ayant pour but l’union et la fraternité de tous les peuples (opgericht 27 september 1847) van de advocaten Lucien Jottrand en Charles-Louis Spilthoorn. Ook waren er veel in België wonende buitenlanders bij de oprichting betrokken, onder meer Polen, Zwitsers, Fransen en Duitsers. Deze groep trof elkaar onder meer in het café De Zwaan op de Grote Markt te Brussel.
Tijdens de drie jaar dat hij in Brussel verbleef verschenen enkele van zijn belangrijkste werken. In februari 1845 verscheen De Heilige Familie, het eerste gezamenlijk werk met Friedrich Engels, en betrof een kritiek op Bruno Bauer en de zijnen. In hetzelfde jaar begonnen Marx en Engels met het schrijven van De Duitse Ideologie – een kritiek op Ludwig Feuerbach, Bruno Bauer en Max Stirner -, met daarin opgenomen de beroemde Stellingen over Feuerbach. Een uitgever werd echter niet gevonden, waardoor de eerste volledige publicatie dateerde van 1932. In 1847 verscheen De armoede van de filosofie, een kritiek op De filosofie van de armoede door Pierre-Joseph Proudhon. Anders dan de titel deed vermoeden, was dit vooral een economische uiteenzetting, waarin de waardetheorie uitgebreid aan de orde kwam: de arbeidsdeling wordt besproken en het concurrentie-principe en het boek bevat ook een hoofdstuk over grondrente. Eind 1847 vond een bijeenkomst plaats van de Bond der Rechtvaardigen (later: Bond der Communisten) in Londen waarbij onder meer Engels aanwezig was. Aldaar kregen Marx en Engels de opdracht een programma te schrijven, het op 21 februari 1848 verschenen Communistisch Manifest met als motto: Proletariërs aller landen, verenigt U! De beroemde beginregel van dit Manifest luidde: "Een spook waart door Europa – het spook van het communisme."

### 1848
Het jaar 1848 wordt wel "revolutiejaar" genoemd. In Frankrijk, Italië en Oostenrijk braken opstanden uit. Toen Marx in zijn Deutsche Brüsseler Zeitung van 27 februari 1848 de Parijse februarirevolutie loofde, vaardigde de Belgische overheid een verbod uit op de krant, arresteerde Marx wegens ordeverstoring en zette hem het land uit. Hij ging eerst terug naar Parijs en in april naar het Rijnland, waar hij zich in juni – samen met Engels – op de Neue Rheinische Zeitung stortte. Ook dit blad stond onder grote druk en bracht op 18 mei 1849 zijn laatste nummer uit, in vlammend rood. Marx was dan net weer uitgewezen. Na een nieuwe passage in Parijs, waar hij voor de keuze werd gesteld tussen het land verlaten of internering in Bretagne, vertrok hij in 1850 met zijn familie naar Londen.

### 1850: Londen

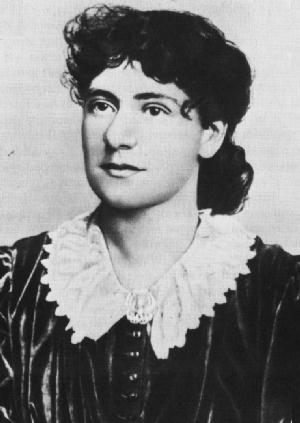
dochter Eleanor Marx

De rest van zijn leven leefde Marx in Londen. Hij stortte zich op zijn economische studies, in de leeszaal van het British Museum. Financieel ging het hem lange tijd erg slecht: in maart 1850 werd hij met zijn gezin met vier kleine kinderen uit zijn woning gezet en werden zijn bezittingen verbeurd verklaard. Een bron van inkomsten waren voorschotten op zijn moeders erfenis, die hem door zijn oom Lion Philips werden verstrekt. In 1851 werkte hij kortstondig voor de New York Herald Tribune. Pas einde jaren zestig werden de financiële zorgen iets minder: bij het overlijden van zijn moeder viel hem een flinke erfenis ten deel.
Zijn vrouw Jenny heeft hem bij zijn activiteiten altijd loyaal ondersteund en verrichtte vaak ook secretaressewerk voor hem. Hun huwelijksleven was echter niet vrij van spanningen. Het gezin leefde in armoedige omstandigheden, ook al kwam Marx' vriend Friedrich Engels niet zelden te hulp als de nood hoog werd. Vier van de zeven kinderen overleden al op jonge leeftijd. Alleen zijn dochters Jenny (1844-1883), Laura (1845-1911) en Eleanor (1855-1898) bereikten de volwassen leeftijd. Eleanor Marx volgde haar vaders voetsporen en ging de politiek in.
De verhouding tussen de twee echtelieden werd er niet beter op toen Marx een buitenechtelijk kind verwekte, een zoon genaamd Frederick (1851-1929), bij de - uit Duitsland met het gezin meegekomen - inwonende dienstbode Helene Demuth. Of hij werkelijk vader was van het kind is overigens omstreden.
Ondertussen verschijnen:

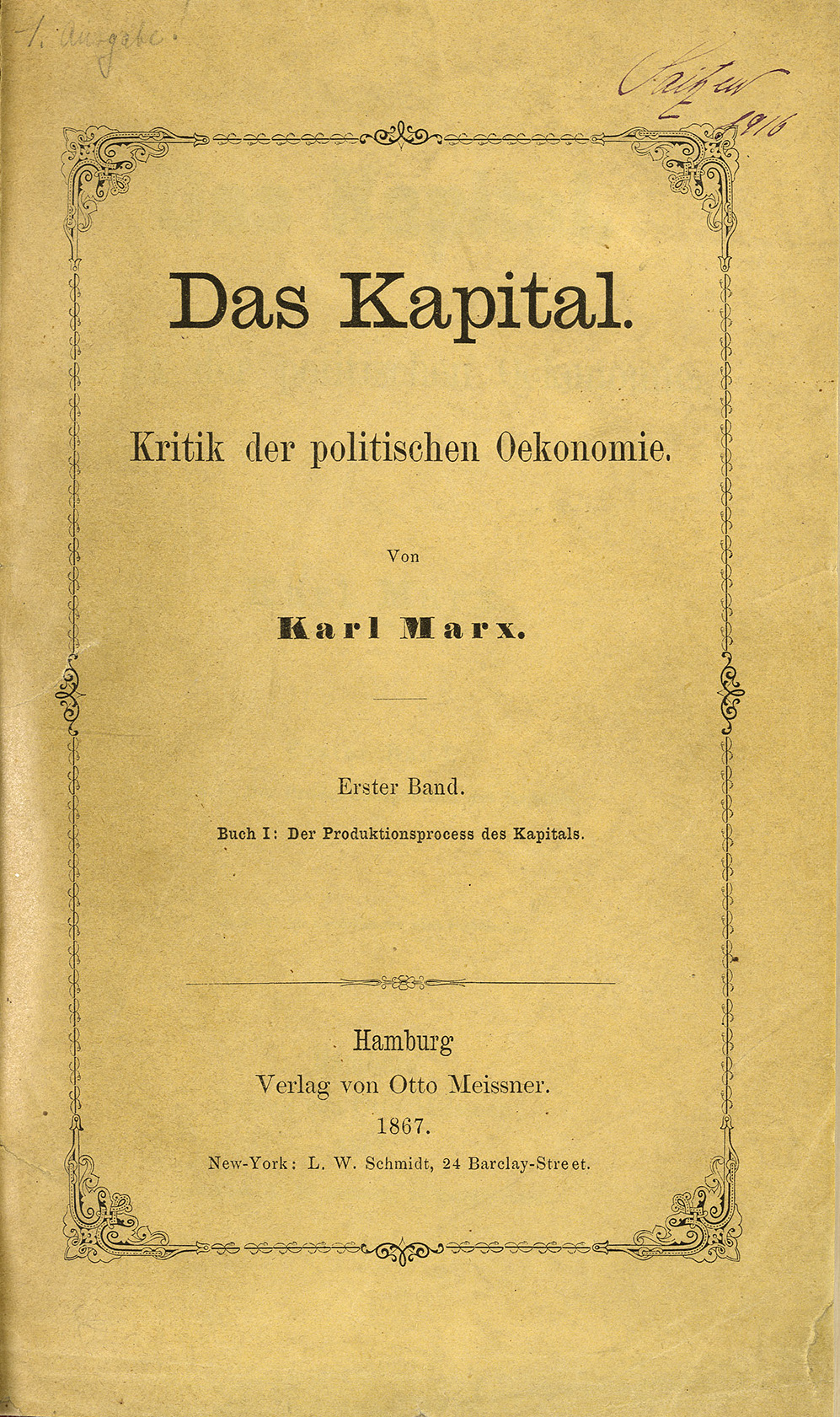
Titelpagina van de eerste uitgave van Das Kapital

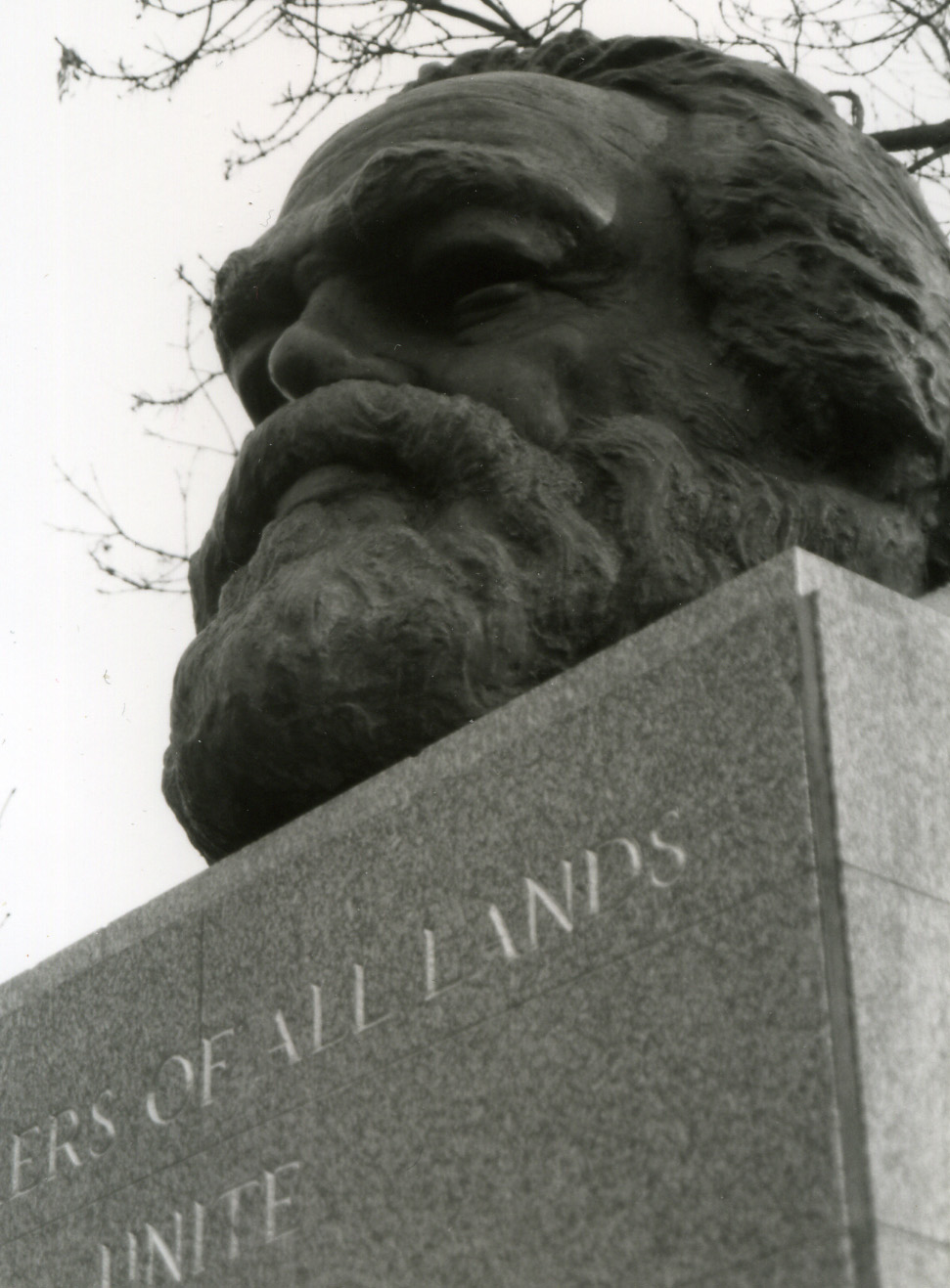
Marx' graf te Londen. Het hoofd is een latere toevoeging.

- 1850: De Klassenstrijd in Frankrijk – een historisch materialistische interpretatie van de gebeurtenissen in het revolutiejaar.
- 1852: De Achttiende Brumaire van Lodewijk Napoleon - eveneens een onderzoek naar de periode 1848 - 1851 in Frankrijk.
- 1859: Bijdrage aan de kritiek der politieke economie (Zur Kritik der Politischen Őkonomie) – een voorstudie bij Het Kapitaal, met het bekende voorwoord en de veelgeciteerde inleiding.

Politiek bracht Marx een aantal jaren in betrekkelijke afzondering door. Aan dit isolement kwam pas een einde met de oprichting van de International Working Men's Association op 28 september 1864 (later bekend onder de naam: Eerste Internationale).
In 1867 verscheen eindelijk het eerste deel van Das Kapital (Het Kapitaal), Marx' "magnum opus". De volgende delen zouden niet meer tijdens Marx' leven verschijnen.

### De laatste jaren
Gedurende de jaren na 1867 verschenen nog enkele belangrijke werken, waaronder in 1871: De Burgeroorlog in Frankrijk. In 1872 woonde Marx het Haags congres van de Eerste Internationale bij. Pas in 1970 werd de volledige tekst gepubliceerd van een stuk dat Marx in 1875 schreef naar aanleiding van de oprichting van de Duitse sociaaldemocratische partij: de Kritiek op het Program van Gotha.
Toen op 2 december 1881 zijn vrouw Jenny overleed, was Marx zelf te ziek om haar begrafenis bij te wonen. Friedrich Engels sprak aan haar graf:
"Ik behoef niet van haar persoonlijke eigenschappen te spreken. Haar vrienden kennen haar en zullen haar niet vergeten. Zo er ooit een vrouw geweest is, wier grootste geluk het was, anderen gelukkig te maken, dan was het deze vrouw." En Engels voelde het goed aan toen hij op die sterfdag van Jenny Marx zei: "De Moor is ook gestorven" ("De Moor" was een bijnaam van Marx).
Op 11 januari 1883 overleed plotseling Marx' dochter Jenny. Die klap kwam hij niet meer te boven: op 14 maart overleed Karl Marx. Toen de huisvrouw aan Marx op zijn sterfbed vroeg wat zijn laatste woorden waren, antwoordde die: "Maak dat je wegkomt, laatste woorden zijn voor idioten die nog niet genoeg gezegd hebben!". Op 17 maart werd hij bijgezet in het graf op Highgate, aan de noordkant van Londen. Ook nu sprak Engels aan het graf:
"....Want Marx was voor alles revolutionair. Mede te werken, op deze of gene wijze, aan den val van de kapitalistische maatschappij en de door haar geschapen staatsinrichtingen, mee te werken aan de bevrijding van het moderne proletariaat, aan wie hij het eerst het bewustzijn van zijn eigen positie en zijn behoeften, het bewustzijn van de voorwaarden voor zijn bevrijding gegeven had – dat was zijn werkelijke roeping. De strijd was zijn element. En hij heeft gestreden met een hartstocht, een taaiheid, een succes als weinigen....."
"En daarom was Marx de meest gehate en meest belasterde man van zijn tijd. Regeringen, absolute zowel als republikeinse, wezen hem uit, bourgeois, conservatieve en uiterst-democratische, logen als om strijd hun lasteringen over hem. Hij schoof dat alles opzij als spinrag, sloeg er geen acht op en antwoordde slechts als er volstrekte noodzaak bestond. En hij is gestorven, vereerd, bemind, betreurd door miljoenen revolutionaire medearbeiders, die van de Siberische mijnen af over heel Europa en Amerika tot in Californië toe wonen en ik kan het ronduit zeggen: hij had wellicht nog menige tegenstander, maar nauwelijks nog één persoonlijke vijand."
"Zijn naam zal door de eeuwen voortleven en zo ook zijn werk."

## Denken
Marx' denken beslaat uiteenlopende gebieden: filosofie, geschiedenis, politiek en economie. In zijn werk integreerde Marx op originele wijze de gedachten van diverse grote denkers vóór hem. Marx zelf stelde al zijn filosofisch en wetenschappelijk werk in dienst van één politiek-filosofisch doel: de bevrijding van de onderdrukte klassen in het kapitalisme, en daarmee de opheffing van de vervreemding die dit systeem in stand zou houden.

In zijn manifest geeft hij een historische beschouwing van, wat hij ziet, als een eeuwenlange klassenstrijd. In de overgang van de Middeleeuwen naar de moderne tijd zijn met de Bourgeoisie of burgerij en de arbeiders nieuwe maatschappelijke klassen ontstaan. Daarbij zag Marx een enorm toegenomen welvaart als gevolg van de Industriële Revolutie bij de Burgerij die door het bezit van, vaak grote, ondernemingen veel economische macht en rijkdom kenden. Marx zag dat vooral de machines steeds vaker arbeiders vervingen.

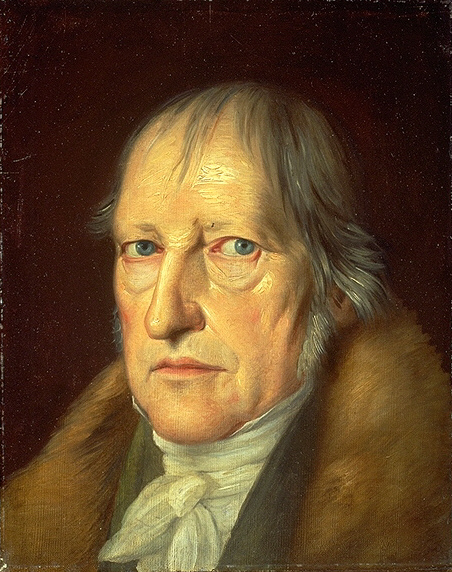
G.W.F. Hegel

### Filosofie
Marx' vroege werk was vooral filosofisch van inslag, en is sterk beïnvloed door het dialectische denken van de Duitse filosoof Hegel. Hegel combineerde Verlichting en romantiek, en stelde daarbij het verloop van de geschiedenis centraal: deze is volgens hem het ontvouwen van de rede, die hij als een reële kracht buiten de mens beschouwde. De geschiedenis van de rede voltrekt zich bij Hegels geschiedfilosofie in stadia van langzame kwantitatieve groei, onderbroken door dialectische sprongen, waarin kwalitatieve verandering optreedt. Elke nieuwe kwaliteit draagt echter de kiemen van haar eigen ondergang in zich, en zal hierdoor uiteindelijk opgeheven worden.
Deze filosofie krijgt een politieke neerslag in de ontwikkeling van de staat. Deze is, volgens Hegels Lezingen over de filosofie van de geschiedenis, een afspiegeling van de rede en de belichaming van de wet. De laatste grote dialectische sprong was de Franse Revolutie geweest, die voor het eerst politieke vrijheid had gebracht. Deze had echter de kiemen in zich gedragen van de Terreur, die op de grenzen van de vrijheid had gewezen. Het beste bewind, volgens Hegel, was een compromis van vrijheid en repressie. Hij vond dit compromis, en daarmee de culminatie van de wereldgeschiedenis, in de Duitse natie en de staat Pruisen. De paradox in Hegels denken tussen enerzijds vooruitgang als centraal begrip en anderzijds het "einde van de geschiedenis" bij de repressieve Pruisische staat verdeelde zijn volgelingen in de liberale jong- of links-hegelianen en de conservatieve oud- of rechts-hegelianen.
Marx nam van Hegel het denken in termen van proces en ontwikkeling over en bleef altijd schrijven in het filosofische jargon van de hegelianen, maar hij verwierp de metafysische en mystieke elementen in Hegels filosofie. Voor Marx bestond er geen rede onafhankelijk van het menselijk subject, waarmee hij zich een seculiere humanist betoont:

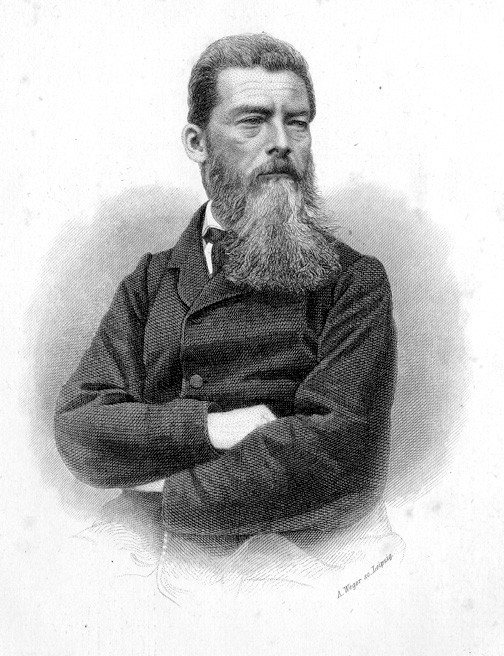
Ludwig Feuerbach was de voornaamste materialist onder de jong-hegelianen en een sterke invloed op Marx.

De geschiedenis is niet iets als een individueel persoon dat mensen gebruikt om zijn doelen te bereiken. De geschiedenis is niets anders dan de daden van mensen die worden gebruikt om hun doeleinden te bereiken.— Marx en Engels, De heilige familie, 1845

### Materialisme
In plaats van Hegels idealistische opvatting van de geschiedenis ontwikkelde Marx een materialistische visie. Niet een strijd van ideeën of "de rede" waren de (voornaamste) drijvende kracht van de geschiedenis, maar economische en technologische ontwikkelingen. De diverse stadia in de geschiedenis koppelde Marx niet aan ideeën, maar aan productiewijzen: maatschappijvormen gekenmerkt door een dominant technologisch en organisatorisch principe van economische productie. In zijn eigen tijd wees hij de kapitalistische productiewijze, de industriële productie binnen een kader van contractvrijheid, ondernemingsvrijheid en marktverhoudingen, aan als het dominante principe. Dit had in Europa de eerdere feodale productie vervangen, waarin het organiserende principe dat van de horigheid was.
Materialisme betekende voor Marx vooral het volgen van de principes van de (natuur-)wetenschap, niet een reductie van het menselijk handelen tot natuurkundige wetten of een ontkenning van de vrije wil. Bij Marx zijn maatschappelijke verhoudingen en bepaalde economische concepten objectief maar immaterieel: de waarde van een bepaald product op de markt, bijvoorbeeld, is meetbaar en kan een waarneembare uitwerking op de maatschappij hebben, hoewel de waarde zelf onstoffelijk is. Daarnaast is zijn materialisme altijd ingebed in een historische context (historisch materialisme): hij probeerde de werking van de kapitalistische maatschappij wetenschappelijk te begrijpen, zonder de pretentie om algemene, eeuwigdurende 'wetten' van het menselijk bestaan op te stellen.
Marx' denken wordt vaak deterministisch genoemd, hoewel dit omstreden is; in sommige geschriften spreekt hij over 'onvermijdelijkheid' van bepaalde historische ontwikkelingen (Communistisch manifest) of over wetten waaraan de deelnemers aan een maatschappij niet lijken te kunnen ontkomen (zoals de wet van concurrentie in Het kapitaal). In andere geschriften is van dit determinisme geen spoor te bekennen (bijv. De achttiende brumaire van Lodewijk Napoleon). De economische en maatschappelijke wetmatigheden die hij aan het werk zag waren het gevolg van de maatschappijorganisatie en konden door (collectief) handelen doorbroken worden.

### ForschungenDarstellung
Marx schiep een synthese van Hegel, Feuerbach en de oude materialisten, en plaatste zichzelf zo buiten beide stromingen. Zijn filosofie was origineel in haar nadruk op de creativiteit van menselijke arbeid en gedrag in het algemeen. Marx "draait Hegel om" door de menselijke activiteit als motor van de geschiedenis te zien, en niet andersom.
Die Dialektik steht bei ihm [Hegel] auf dem Kopf. Man muß sie umstülpen, um den rationellen Kern in der mystischen Hülle zu entdecken.— Marx, Das Kapital. Band I, 1873.
Over Marx' relatie met Hegels dialectiek bestaan verschillende opvattingen: de traditionele marxistische lezing, gebaseerd op het bovenstaande citaat en andere passages in het nawoord van de Engelse uitgave van Das Kapital, is dat zijn filosofie slechts dialectisch is in presentatie. Marx stond in een lange Duitse traditie die onderscheid maakte tussen Forschung, onderzoek, en Darstellung, presentatie. Zijn onderzoek, vooral voor zijn economische werk, was sterk empirisch van karakter, maar hij presenteerde de resultaten ervan in Hegels termen om de weg te wijzen naar verandering, naar een neue Darstellung. Marx schreef zelf dat de hegeliaanse Darstellung diende als eerbetoon aan zijn oude leermeester Hegel, die naar zijn idee in de jaren 1870 niet het respect kreeg dat hij verdiende: hij werd als een 'dode hond' behandeld, voor Marx aanleiding om met Hegels uitdrukkingswijze te "koketteren".
Het idee van klassenstrijd in het bijzonder moet dan niet gezien worden als een materialistische vertaling van economische conflicten in Hegels kader. Deze ontleende Marx, zoals hij zelf aangaf, aan historici als Guizot en Thierry, en aan economen als Smith en Ricardo.
Is deze lezing correct, dan doet zich hier een verschil voor tussen Marx en Engels: waar Marx dialectiek zag als een instrument in de analyse van sociale verhoudingen, hield Engels er mogelijk andere ideeën op na. Diens precieze opvatting over de status van dialectiek als 'wetmatigheid' blijft open voor interpretatie.
Een andere opvatting is dat Marx veel sterker door Hegel beïnvloed was dan hij zelf wilde toegeven. Zijn distantiëring van Hegel zou dan een manier zijn om aan kritiek, inclusief zelfkritiek, te ontsnappen.

### Vervreemding
Vervreemding is een concept van Hegel. De Jong-Hegelianen namen dit concept over, met name Feuerbach, en Marx bouwde daarop voort. Hij veranderde het echter van een filosofisch fenomeen, waar individuen direct invloed op hebben, in een sociaal fenomeen. Bij Marx treedt vervreemding (Entfremdung of Entäußerung) op wanneer het product van arbeid niet eigen is, in economische zin: arbeid wordt in het kapitalisme verkocht als een waar, waarna het product wordt onteigend door de kapitaalbezitter, die de meerwaarde als winst incasseert of herinvesteert. Arbeid geeft dan geen bevrediging meer, geen idee van controle over de materie.
De vervreemding uit zich in de aanbidding van een zelf geschapen macht buiten de mens, zij het in de vorm van religie (zoals bij Feuerbach; de "opium van het volk") of als warenfetisjisme.
In latere jaren zou Marx kiezen voor preciezere en politiek effectievere termen als 'uitbuiting'.

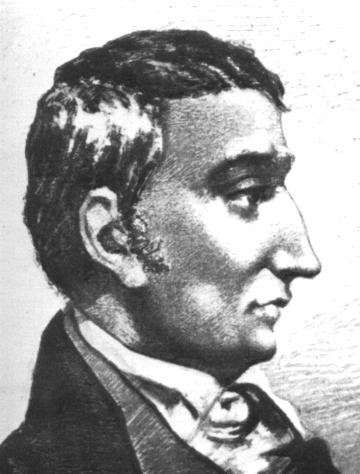
Claude Henri de Saint-Simon

### Saint-Simon
Saint-Simon was midden jaren 1840, bijna twintig jaar na zijn dood, nog altijd de belangrijkste socialist van Frankrijk, en had grote invloed op Marx. Het was Moses Hess die Marx, op dat moment nog radicaal-liberaal maar teleurgesteld in Feuerbach, wees op het belang van de Franse socialisten. Mogelijk was Marx ook in zijn jeugd al in aanraking gekomen met de ideeën van de saint-simonisten, aangezien die rond Trier zo talrijk en actief waren dat de plaatselijke aartsbisschop zich gedwongen zag tegen hun ketterij op te treden.
In Saint-Simons theorie spelen industrie en wetenschap een belangrijke rol bij de vestiging van de heerschappij van de industriële bourgeoisie, die volgens hem de feodale orde volledig zou vervangen. Dit zag hij ook als de oorzaak van de Franse Revolutie. Marx trok de lijn door tot de val van het kapitalisme door de opkomst van het klassenbewustzijn van de arbeiders. Hij had echter ook kritiek op Saint-Simon, omdat die als productieve klasse allen beschouwt die werken, bezitters en bezitlozen gelijk. Engels prijst Saint-Simon later om zijn inzicht, al in 1802, dat de Franse Revolutie een klassenstrijd was geweest.

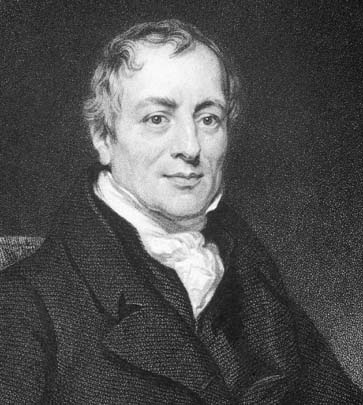
David Ricardo

### De Engelse klassieke economen
Vanaf zijn ontmoeting met Engels in 1844 begon Marx zich onder diens invloed steeds meer te verdiepen in de economie. Al in de Parijse manuscripten van dat jaar zijn vele verwijzingen naar The Wealth of Nations van Adam Smith te vinden. Ook had Marx sporadisch Ricardo gelezen, die een grote invloed zou worden, en Mill. Vrijwel al het empirische bewijs dat hij later, in ballingschap te Londen, gebruikte, was eveneens afkomstig uit Engelse bronnen: met name het financiële gedeelte van The Economist en de rapporten van de Royal Commissions of Inquiry. De auteurs na Ricardo beschouwde Marx echter als te ideologisch en te weinig objectief.
In tegenstelling tot zijn voorgangers integreerde Marx economie en sociale omstandigheden. Smith en Ricardo hadden eerder de neiging om deze te proberen te scheiden. Marx nam Ricardo's idee van drie klassen (grondbezitters, kapitaalbezitters en arbeiders) over en gebruikte deze in Das Kapital. Ricardo zag overigens, in zijn latere werk, wel de negatieve sociale gevolgen van industrialisering in. Hij werd daarop door liberalen aangevallen omdat hij klassenstrijd zou aanwakkeren.
Zijn economisch onderzoek overtuigde Marx van de mogelijkheid tot vooruitgang: de voortschrijdende technologie dreef de arbeidsproductiviteit tot zulke hoogten dat in ieders noden voorzien kon worden. Socialisme of communisme, de heerschappij van de arbeiders, was nodig om tot de juiste verdeling te komen. De politieke omwenteling had echter uiteindelijk nog steeds tot doel de vervreemding op te heffen.

### Klassenstrijd en revolutie
Om de vervreemding/onteigening op te heffen moet de arbeidersklasse volgens Marx een strijd voeren die uitmondt in een socialistische revolutie. Over de precieze vorm en inhoud van de revolutie, laat staan de toestand die daarna ontstaat, is bij Marx geen uitgewerkt plan te vinden. Hij ontwikkelde geen theorie van de staat, behalve voor zover hij de verstrengeling van staat en bedrijfsleven in het kapitalisme analyseerde. Dit is te verklaren doordat Marx niet in de val van zijn utopische voorgangers wilde trappen, die blauwdrukken ontwikkelden voor toekomstige maatschappijen zonder een helder idee over hoe die tot stand moesten worden gebracht.
Alleen in het Communistisch manifest (1848) is een aantal specifieke politieke eisen te vinden, waaronder onteigening van de kapitalistische klasse door 'zware progressieve belasting' en het in staatshanden plaatsen van banken en het communicatie- en transportwezen (zie ook dictatuur van het proletariaat). In Het Kapitaal deel I (1867) heet het nog slechts dat de 'associatie van vrije arbeiders' de markteconomie kan vervangen in de productie en verdeling van goederen, zonder dat die een specifieke politieke organisatievorm krijgt toegewezen. Hier grijpt Marx terug op de Franse utopisten en met name op zijn oude rivaal Proudhon, zonder die bij naam te noemen.

## Marxisme
Het marxisme is een levensbeschouwing die voortbouwt op de ideeën van Karl Marx. Het is een theorie over filosofie, economie en politiek en vormde de grondslag voor de ideologie van de arbeidersbeweging. Vrijwel iedereen zal erkennen dat de invloed van deze theorieën enorm is geweest, ook al zijn er heel verschillende opvattingen over de vraag of deze invloed - in balans genomen - heilzaam of rampzalig is geweest.
Marx heeft bij de ontwikkeling van zijn filosofische denkbeelden onder meer invloed ondergaan van de dialectiek van Georg Hegel, de economische inzichten van Adam Smith, de atheïstische denkbeelden van Ludwig Feuerbach en de ideeën van de Franse socialisten van de eerste helft van de 19e eeuw, zoals Proudhon en Saint-Simon, die door Marx, die weinig respect had voor mensen die met hem van mening verschilden, overigens geringschattend "utopische socialisten" werden genoemd.
Deze invloeden verwerkte Marx op "dialectische" wijze. Daardoor heeft Marx ook scherpe kritiek op met name Hegel: die ging er in zijn dialectiek van uit dat ideeën de geschiedenis van de mens bepalen ('idealistische filosofie'), terwijl Marx van mening was dat deze ideeën niet van fundamentele betekenis waren, maar afgeleid waren van 'materialistische' verhoudingen, namelijk de door de mens ontwikkelde productie en de daaruit voortvloeiende productieverhoudingen (bijvoorbeeld tussen loonarbeid en kapitaal). "Bewustzijn is bewust zijn", schreef hij, of anders gezegd: "De mens maakt wel zijn eigen geschiedenis, maar niet onder zelfgekozen verhoudingen." Dat denken paste hij toe op de sociale vraagstukken van zijn tijd.
Nog fundamenteler was Marx' kritiek op Adam Smith, die van mening was dat het "vrije spel der maatschappelijke krachten" uiteindelijk voor iedereen de beste resultaten zou opleveren. Marx was ervan overtuigd dat grote delen van de bevolking hierbij aan het kortste eind zouden trekken. Hij was van mening dat aan het proletariaat (degenen die in loondienst zijn, en die dus met hun arbeid de winst produceren) ook de winst (of nauwkeuriger gezegd de "meerwaarde") moest toevallen. Alleen zo zouden deze werkelijke producenten meester kunnen worden van de productiemiddelen, die door het eigendom van de kapitaalbezitters nu als vreemde, onteigende ("vervreemde") macht boven hen staan en hen zo beheersen. De kapitaalbezitters bezitten door die "uitbuiting" (toe-eigening van "meerwaarde") de kapitaalgoederen zoals: machines, fabrieken, maar ook de (landbouw)grond enz.: de productiemiddelen die nodig zijn om onze bestaansmiddelen voort te brengen. Marx vond dat het proletariaat in opstand moest komen om de politieke en economische macht weer bij het volk te brengen. Daarvoor was een revolutie nodig, waarin de proletariërs (met organisatorische steun van hen welgezinde intellectuelen) de macht zouden overnemen van de kapitaalbezitters.
Volgens Marx zou het kapitalisme "zijn eigen grafdelver" zijn, doordat het - vanwege de tendens tot vorming van supergrote ondernemingen en monopolies - in snel tempo de middenklasse van kleine ambachtslui en winkeliers zou vernietigen, die tot dusverre een belangrijke steunpilaar vormde voor de feodale en kapitalistische heersende klasse, omdat zij net als de boven haar gestelde klassen beducht was voor het proletariaat. De steeds toenemende industrialisatie en grootschaligheid leidt tot overproductie. Dit zal leiden tot een toename in de werkloosheid waardoor de koopkracht daalt en er meer productoverschot is. Zo wordt een spiraal opgewekt waarbij overproductie en werkloosheid steeds verder toenemen. Dit fenomeen staat in de marxistische economie bekend als economische crisis.
Marx was van mening dat de "burgerlijke samenleving" uiteindelijk omver zou worden geworpen door een "revolutie van het proletariaat" en dat er daarna een "klasseloze samenleving" zou komen.

## Hoe Marx zijn ideeën uitdroeg
Om zijn ideeën over een ruim publiek uit te dragen, schreef Marx daarover een aantal boeken en pamfletten. De bekendste twee daarvan zijn Das Kapital en het Communistisch Manifest.
Medeauteur van het Communistisch Manifest was Friedrich Engels, die ook na Marx' dood de laatste twee delen van Das Kapital zou redigeren en enkele werken van hem postuum zou uitgeven, waaronder zijn Kritiek op het program van Gotha, waarin Marx enkele aanwijzingen gaf over hoe volgens hem een toekomstige klasseloze maatschappij eruit zou zien.
Het Communistisch Manifest is bedoeld als politiek programma voor de arbeidersbeweging, in het algemene Europese Revolutiejaar 1848 uitgegeven door de Bond der Communisten.
Das Kapital is een lijvig werk over economische theorie in drie delen. Het is een analyse van de veronderstelde economische wetten van het kapitalisme en de (sociale) gevolgen daarvan. In het Communistisch Manifest wordt de geschiedenis geanalyseerd als bepaald door klassenstrijd en wordt de kapitalistische kapitaalaccumulatie geanalyseerd. Dit welbewust opruiende pamflet heeft als belangrijkste conclusie: de productiemiddelen moeten onder controle van de hele maatschappij worden gebracht in plaats van die van een steeds verder slinkende groep kapitalisten, die ieder voor zich over steeds groeiende vermogens beschikken. Daarvoor moeten de arbeiders zich organiseren om macht over de regering te krijgen.
In de vraag hoe de arbeiders deze productiemiddelen zouden moeten beheren, verdiepte Marx zich nauwelijks. Hij vond dat een detailkwestie, die wel geregeld kon worden wanneer de arbeiders eenmaal de macht in handen zouden hebben. Als voorbeeld van de daartoe noodzakelijke dictatuur van het proletariaat beschouwde Marx de Parijse Commune.
Karl Marx heeft Engels leren kennen toen Marx in Parijs bij het tijdschrift Die Deutsch Französische Jahrbücher werkte en een spottend artikel schreef over de politiek in Frankrijk. Engels reageerde op dit stuk en daarna werden ze vrienden voor het leven.

## Karl-Marx-Stadt

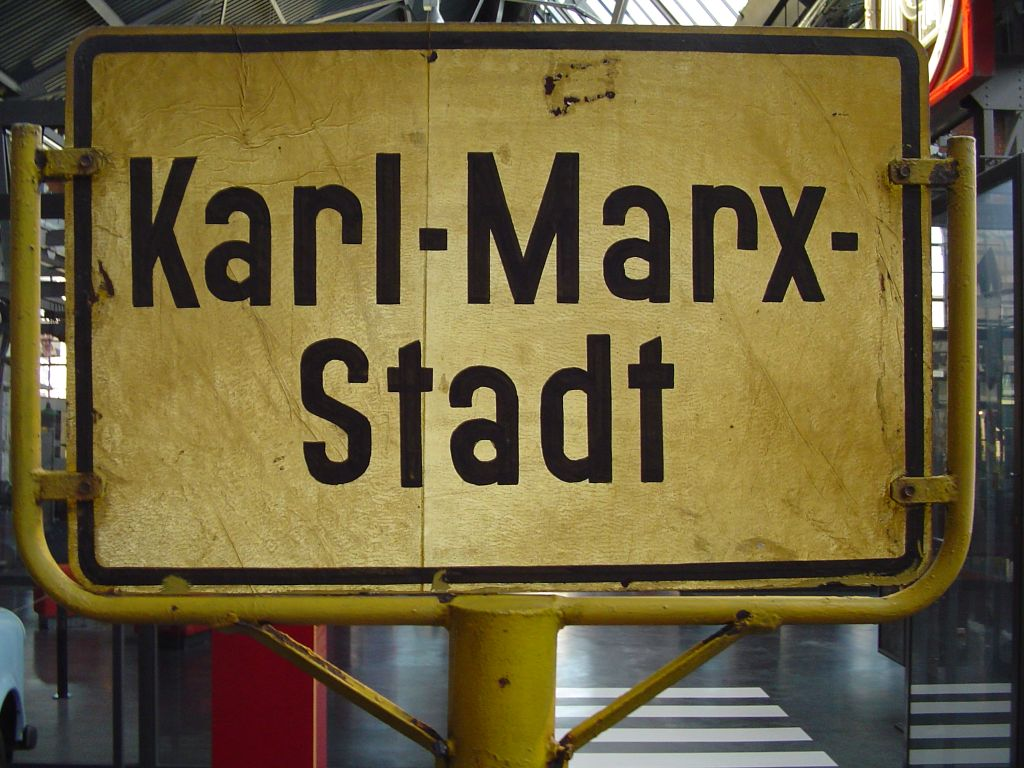
Een plaatsnaambord van Karl-Marx-Stadt

Om Marx te eren besloot de Communistische regering van de DDR in 1953 om een stad naar hem te vernoemen. De stad Chemnitz werd omgedoopt in Karl-Marx-Stadt, daarmee de in de Sovjet-Unie al bekende traditie imiterend: waar steden werden genoemd naar haar grootste communistische leiders, Lenin en Stalin, Sverdlov en zelfs Brezjnev (die op den duur weer teruggedraaid werden). In 1990 werd na een referendum besloten dat met ingang van 1 juni 1990 de stad  in het vervolg weer Chemnitz zou heten. Het enige dat nog herinnert aan de vroegere naamgever is een gigantische buste van Marx.